# Blechromopsis
Blechromopsis là một chi bướm đêm thuộc họ Geometridae.